# Menlo Park (Califòrnia)
Menlo Park és una població del Comtat de San Mateo a l'estat de Califòrnia (Estats Units d'Amèrica). Té una superfície de 45 km². Limita al nord i l'est amb la badia de San Francisco; East Palo Alto, Palo Alto, i Stanford al sud; Atherton, North Fair Oaks i Redwood City a l'oest. Menlo Park tenia 32.026 habitants segons el cens dels Estats Units del 2010.

## Història
El segle xix dos immigrants irlandesos, Dennis J. Oliver i el seu cunyat D. C. McGlynn, compraren uns 1,700 acres (6,9 km²) de territori situat a l'antic Rancho de las Pulgas. La dècada de 1850 es va erigir una porta amb un arc de fusta amb la inscripció "Menlo Park" a l'entrada de la seva propietat (en l'actualitat la intersecció de Middle Ave i El Camino Real). La paraula "Menlo" deriva de la població original dels propietaris a Menlo, al comtat de Galway, Irlanda. El 1863, el San Francisco and San Jose Rail Road anomenà una estació pròxima "Menlo Park". L'edifici de l'estació 1867 segueix en peu a la plataforma de l'actual estació de Caltrain, utilitzat per la cambra de comerç local. La ciutat de Menlo Park va créixer al voltant d'aquesta estació, i esdevingué un lloc popular per als empresaris de San Francisco. S'hi instal·là una oficina de correus el 1870, i es va incorporar la ciutat el 1874. L'arc original que va donar el seu nom a les estacions i en última instància de la ciutat va sobreviure fins a 1922, quan va ser destruït en un accident automobilístic. L'origen del nom de Menlo Park, Califòrnia (CA 1850) és anterior a qualsevol treball realitzat per Thomas Edison (vers 1876) a Menlo Park (Nova Jersey).

## Economia
Gran part dels centres econòmics de Menlo Park són al voltant de les empreses de Sand Hill Road, principalment de capital de risc, de capital privat, serveis financers, bufets d'advocats i altres serveis professionals i vehicles d'inversió centrats en la tecnologia. La seu de Facebook va ser traslladat a l'escola antiga de Sun Microsystems a Menlo Park. D'acord amb l'informe financer anual de 2018, les empreses més grosses en nombre de treballadors eren:
| #  | Empresa                       | Nombre d'empleats |
| -- | ----------------------------- | ----------------- |
| 1  | Facebook                      | 15,407            |
| 2  | SRI International             | 1,418             |
| 3  | Grail                         | 350               |
| 4  | E*Trade Financial Corporation | 331               |
| 5  | Intersect ENT                 | 327               |
| 6  | Pacific Biosciences           | 320               |
| 7  | Safeway                       | 300               |
| 8  | SHR Hotel                     | 292               |
| 9  | City of Menlo Park            | 287               |
| 10 | United Parcel Service         | 261               |

## Fills il·lustres
- Henry Dixon Cowell (1897-1965) compositor, director d'orquestra i violinista.